# Phlegethon (Band)
Phlegethon ist eine finnische Death- und Thrash-Metal-Band aus Joensuu, die 1988 gegründet wurde und seitdem mit Unterbrechungen aktiv ist. Momentan pausiert die Gruppe.

## Geschichte
Die Band wurde Anfang 1988 von Teemu Hannonen, Juha Tykkyläinen und Lasse Pyykkö gegründet. Zusammen schrieben sie, beeinflusst durch frühe Slayer und Sepultura, die ersten Songs. Ihren Bandnamen entliehen sie einem Buch, das die griechische Mythologie behandelte. Im folgenden Jahr wurde ein erstes Demo unter dem Namen Visio Dei Beatifica aufgenommen, das aus fünf Liedern besteht. Da den Mitgliedern hier noch ein Bassist fehlte, wurde nach dem Demo Jussi Nyblom, der zuvor bereits Erfahrung bei anderen lokalen Bands sammeln konnte, als Bassist hinzugefügt. Im Juni 1990 wurde daraufhin mit Neutral Forest ein weiteres Demo aufgenommen. Ende des Jahres unterzeichnete die Band einen Plattenvertrag bei Witchhunt Records. Da die Mitglieder befanden, dass sie nicht genügend Material für ein ganzes Album hätten, eignete man sich auf die Veröffentlichung einer EP, die im Mix Man Studio aufgenommen worden war. Da die Band mit dem Mix von Hannonens Gesang nicht zufrieden war, wurde dieser im Mai neu abgemischt und neuer Gesang wurde durch Nyblom beigesteuert. Die EP wurde 1991 unter dem Namen Fresco Lungs veröffentlicht und später mit zwei Songs als Bonus wiederveröffentlicht. Nach Auftritten in Finnland kam es 1992 zur Auflösung. 1995 fand sich die Band wieder zusammen, um ein paar neue Lieder aufzunehmen, woraus das Demo Promo 1995 entstand, auf dem Saku Hurskainen statt Juha Tykkyläinen die E-Gitarre spielt, ehe man sich kurz darauf wieder trennte. 2006 schrieb Lasse Pyykkö an neuem Material, wodurch das Demo Totems Within entstand. Im folgenden Jahr schloss sich ein weiteres Demo unter dem Namen Lava Poetry an. Im Januar 2010 erschien über Xtreem Music die Kompilation Drifting in the Cryp, die aus zwei CDs besteht und die komplette Diskografie enthält. Momentan pausiert die Band.

## Stil
Mindaugas „Plix“ Lapinskas  von voicesfromthedarkside.de stellte in seiner Rezension zu Drifting in the Crypt fest, dass jede Veröffentlichung, die auf der Kompilation enthalten ist, komplett anders sei, als sei sie von einer komplett anderen Band eingespielt worden. Das 1990er Demo biete eine Mischung aus Death- und Thrash-Metal, in die gelegentlich auch langsame Passagen eingearbeitet worden seien. Das 1989er Demo hingegen sei eher eine Mischung aus Punk, Black- und Thrash-Metal. Die Songs dauerten teilweise sechs bis neun Minuten und seien somit zu lang ausgefallen. Auch würden erneut langsame Passagen verarbeitet werden. Das 1995er Demo klinge stark durch Sentenced, Gorefest und Carcass beeinflusst und sei stark auf Melodie und Groove ausgerichtet. Auch die Songs der EP empfand er erneut als zu lang, wobei er Einflüsse von alten Amorphis, My Dying Bride und Monumentum feststellte. Die Songs seien simpel strukturiert, das letzte Stück der EP klinge durch Industrial beeinflusst. Das 2006er Demo biete eine energiereiche Mischung aus Death- und Thrash-Metal im Stil von Demolition Hammer und Exhorder. Das Demo von 2007 sei sehr ähnlich, jedoch abwechslungsreicher und weiter ausgearbeitet. Das Demolied Circle of the Hybrid Statues sei klassischer roher Death Metal im schwedischen Stil. Luxi Lahtinen von metal-rules.com rezensierte die Kompilation ebenfalls und ordnete die Band dem Death- und Thrash-Metal zu. Anfangs habe die Gruppe Thrash Metal im Stil von Slayer vermischt mit etwas Death Metal gespielt. In der Folgezeit habe die Band ihren Stil immer wieder verändert und sich auf Fresco Lungs stärker dem Death Metal angenähert. Hierauf habe die Band sich stark auf den Einsatz von Keyboards fokussiert, was für die damalige Zeit ungewöhnlich gewesen sei. Teilweise fühlte er sich an Nocturnus erinnert. Lava Poetry biete Parallelen zu Pestilence, sei jedoch weiterhin noch mit Slayer vergleichbar. Die Band klinge insgesamt erfahrener. Lava Poetry biete einen ähnlichen Stil, während Circle of the Hybrid Statues an frühe Dismember und Entombed erinnere.

## Diskografie
- 1989: Visio Dei Beatifica (Demo, Eigenveröffentlichung)
- 1990: Neutral Forest (Demo, Eigenveröffentlichung)
- 1991: Fresco Lungs (EP, Witchhunt Records)
- 1991: Weird Tales of Madness (Split mit Funebre, Necrophile, Desolation, Atrocious und Tormentor, Black Death Records)
- 1995: Promo 1995 (Demo, Eigenveröffentlichung)
- 2006: Totems Within (Demo, Eigenveröffentlichung)
- 2007: Lava Poetry (Demo, Eigenveröffentlichung)
- 2010: Drifting in the Crypt (Kompilation, Xtreem Music)